# Matriz de permutação

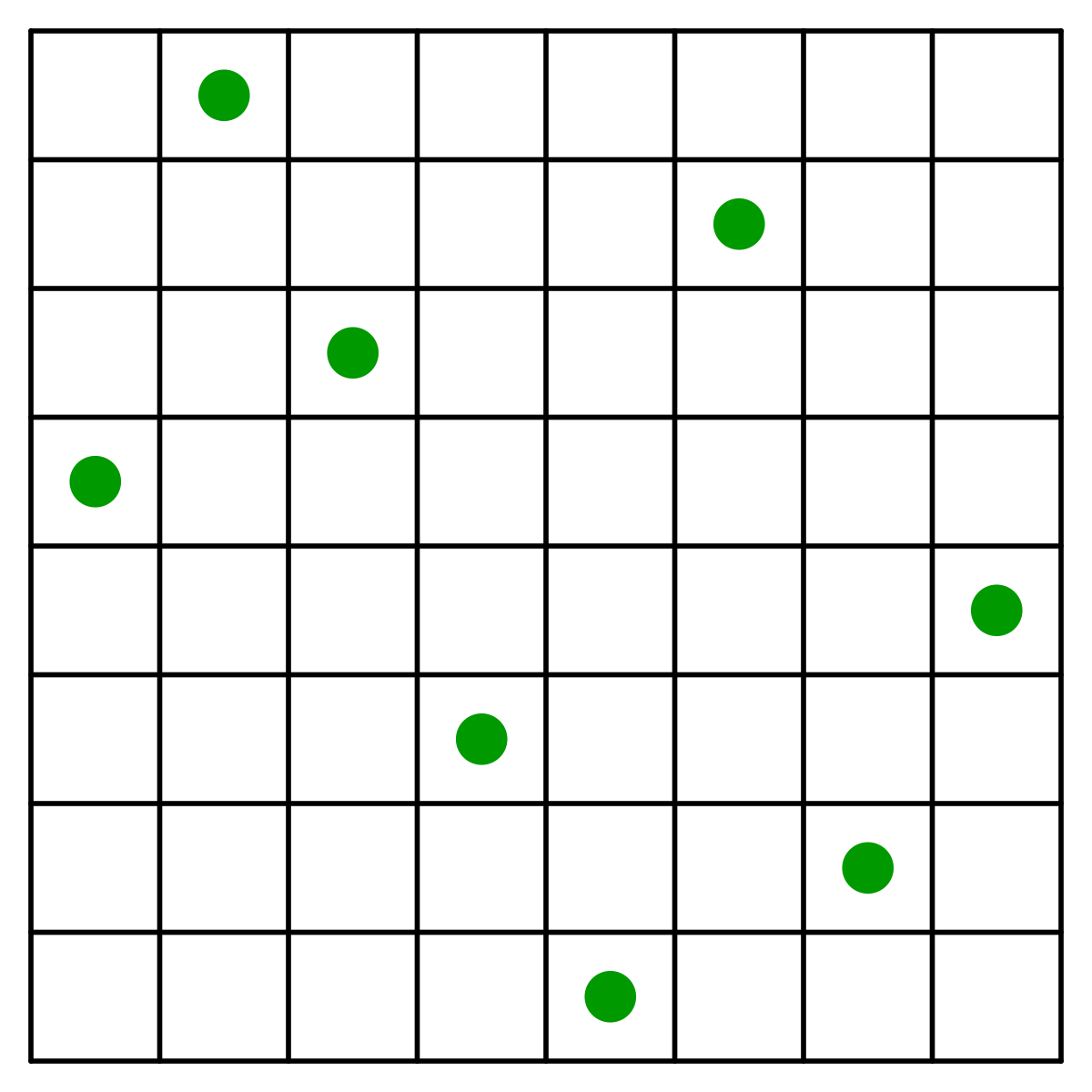
Matriz de permutação, representada através de uma grelha quadrada binária.

Na matemática, na álgebra linear, uma matriz de permutação é uma matriz quadrada binária que tem o efeito de gerar uma permutação dos elementos de um vetor ou entre linhas ou colunas de uma matriz. 
É formada apenas de zeros e uns, sendo o valor de apenas um elemento por linha e por coluna que igual a um.
Matrizes representam transformações lineares.
Permutações são um tipo específico de transformação linear e as matrizes que as representam também são específicas.

## Exemplos

### Permutação de um vetor de dimensão 1
Com um único elemento, não há permutação que altere o vetor inicial, pois não há mais de um elemento para que a ordem destes seja modificada.
Há 1 matriz de permutação neste caso:
{\displaystyle {\begin{pmatrix}1\end{pmatrix}}}

### Permutação de um vetor de dimensão 2
No caso de um vetor de dimensão dois, apenas 2 permutações são possíveis: a que mantêm o vetor idêntico e a que inverte a ordem de suas coordenadas.
Estas transformações são representadas pelas matrizes:
{\displaystyle {\begin{pmatrix}1&0\\0&1\end{pmatrix}}} e {\displaystyle {\begin{pmatrix}0&1\\1&0\end{pmatrix}}}

### Permutação de um vetor de dimensão 3
No espaço de dimensão 3, há 6 possíveis matrizes de permutação.
Um exemplo é a matriz
{\displaystyle A={\begin{pmatrix}0&1&0\\1&0&0\\0&0&1\end{pmatrix}}}
Aplicá-la a um vetor
{\displaystyle v={\begin{pmatrix}1\\2\\3\end{pmatrix}}}
significa multiplicar à esquerda:
{\displaystyle Av={\begin{pmatrix}0&1&0\\1&0&0\\0&0&1\end{pmatrix}}{\begin{pmatrix}1\\2\\3\end{pmatrix}}={\begin{pmatrix}2\\1\\3\end{pmatrix}}}
Apenas a ordenação dos elementos foi alterada.

## Propriedades

### Não singular
- O determinante de uma matriz de permutação é sempre = ±1; e
- {\displaystyle AA^{T}=A^{T}A=I},

se {\displaystyle A^{T}} é a transposta de {\displaystyle A}.

### Comportamento cíclico
Permutações sequências com a mesma regra levarão ao estado inicial ciclicamente.